# Demons of Rock ’n’ Roll
Demons of Rock ’n’ Roll ist das 2022 erschienene Studioalbum der deutschen Hard-Rock-Band Blood God. In der Version als 2-CD-Digipak ist auch eine Einspielung mit den Gesangsspuren von Debauchery enthalten.

## Hintergrund
Das Album am 5. August 2022 bei Massacre Records als CD, LP sowie als Download. Für Aufnahme, Abmischung und Mastering zeichnete Dennis Ward verantwortlich. Die zweite CD des Doppel-Digipaks beinhaltet noch einmal die Stücke des regulären Albums, allerdings mit dem Death-Metal-Gesang von Debauchery anstelle des Hard-Rock-Gesangs von Blood God. Die Musiker treten unter den Pseudonymen „Bal-Gurrath“ (Bandgründer Thomas Gurrath), „Draconic Gorezilla“ und „Hellrazor Bloodbeast“ auf.
Die ersten Vorankündigungen zum Album erschienen Anfang Mai. Gut einen Monat später – und damit zwei vor dem offiziellen Erscheinen des Albums – wurde zum Stück Going to Hell ein Videoclip veröffentlicht. Kurz darauf folgte mit einem Video zum Titelstück ein zweiter Vorgeschmack.
Zum textlichen Konzept erläuterte Sänger und Gitarrist Thomas Gurrath im Interview mit dem Rock Hard, dass er sich inhaltlich in seiner „Fantasy-Welt der Blood Gods“ bewege, wobei manche der Texte „auch einfach nur […] Comedy-Texte ohne Sinn dahinter“ seien. Explizit nannte er dabei Bombshell und Nude Nuns.

## Covergestaltung
Blood God – Demons of Rock ’n’ Roll

Link zum Bild

Das Cover ist überwiegend in schwarz-weiß gehalten, weist einige auflockernde rote Elemente auf und wurde von Thomas Gurrath gestaltet.
Es zeigt mittig eine in Leder bekleidete Person mit Monsterkopf vor einem „Monstermotorrad“. Der Albumtitel läuft in kleiner, roter Schrift am unteren Bildrand. Rechts oben befindet sich, ebenfalls in roter Schrift, das Bandlogo von Blood God und darüber in etwas kleinerer Type der Schriftzug von Debauchery. Im Hintergrund sind noch einmal Personen mit Monsterköpfen sowie Monster zu sehen.

## Titelliste
| Nummer | Titel                       | Autor(en)      | Dauer |
| ------ | --------------------------- | -------------- | ----- |
| 1      | Demons of Rock ’n’ Roll     | Thomas Gurrath | 3:41  |
| 2      | Going to Hell               | Thomas Gurrath | 3:32  |
| 3      | Nude Nuns                   | Thomas Gurrath | 4:51  |
| 4      | Bombshell                   | Thomas Gurrath | 3:33  |
| 5      | Beware of the Blood Babe    | Thomas Gurrath | 4:13  |
| 6      | Raze Hell                   | Thomas Gurrath | 4:08  |
| 7      | Rockmachine                 | Thomas Gurrath | 3:25  |
| 8      | Ready for the Next Show     | Thomas Gurrath | 3:14  |
| 9      | The Devil Will Burn in Hell | Thomas Gurrath | 3:36  |
| 10     | Children of the Flame       | Thomas Gurrath | 3:20  |

## Musikalische Aspekte
Stilistisch schrieb Powermetal.de-Redakteur Marcel Rapp in seiner Rezension von „knackigen Hard- und dynamischen Heavy-Rock-Hymnen“. Er nannte eingangs AC/DC und Accept als Referenzen und später auch Scorpions, Kiss und Judas Priest, denen man Tribut zolle. Bei My Revelations wurde die Musik als „eine waschechte AC/DC Hommage“ und „vielleicht etwas alte Accept“ beschrieben.

## Rezeption

### Rezensionen
Marcel Rapp von Powermetal.de konstatierte in seiner 9,0-Punkte-Besprechung, dass „auch im sechsten Blood God-Rundumschlag das Hard-Rock-Rad nicht neu erfunden“ werde. Doch das „rifflastige und spielfreudige Höllenfeuer“ mache als „Kniefall vor dem Rock-Thron […] ungeheuren Spaß“. Ähnlich lautete das Verdikt beim Webzine My Revelations, wo das Album als „Partymucke, nicht viel anders als die Vorgänger, aber immer unterhaltsam“ beurteilt wurde. Annika Eichstädt vom Metal Hammer hingegen kritisierte die aus ihre Sicht „wenig abwechslungsreichen Songs“. Zudem bemängelte sie, dass es „viel mehr Text als die jeweiligen Titel“ nicht gebe, da die Lieder „im Grunde […] aus ihren Überschriften“ bestünden.

### Charts und Chartplatzierungen
Demons of Rock ’n’ Roll stieg am 12. August 2022, eine Woche nach Erscheinen, auf Platz 39 in die deutschen Albumcharts ein und verblieb dort insgesamt eine Woche.
| ChartsChartplatzierungen | Höchstplatzierung | Wochen |
| ------------------------ | ----------------- | ------ |
| Deutschland (GfK)        | 39 (1 Wo.)        | 1      |